# レオンスとレーナ
『レオンスとレーナ』（Leonce und Lena）は、1836年頃に執筆されたゲオルク・ビューヒナーの戯曲。ビューヒナーのほかの作品と異なり、ロマン派的な作風の喜劇である。宮廷の生活に退屈しきった小国の王子が親の決めた結婚を嫌って国を出て行き、そこでとある国の姫と恋仲になるが、自分の国に連れて帰ると彼女こそ親の決めた結婚相手だと判明する、という筋。クレメンス・ブレンターノの『ポンス・ド・レオン』（1804年）が下敷きになっており、主人公の名前などにその影響が残っている。ビューヒナーはこの作品をコッタ出版（de:Cotta’sche Verlagsbuchhandlung）の懸賞に応募していたが、応募期限に間に合わず返却され、ビューヒナーの死後の1838年にカール・グツコー編集の『テレグラーフ・フュア・ドイチュラント』誌5月号にて初めて掲載された。

## 主な登場人物
レオンス
小国ポポー王国の王子。
レーナ
小国ピピー王国の王女。
ヴァレーリオ
レオンスの従者。
ペーター
ポポー王国の王。
女家庭教師
レーナの家庭教師。
ロゼッタ
レオンスの元恋人。

## 構成
第1幕
庭園にいるレオンスは教育係の前で退屈しきっており、従者のヴァレーリオとともにふざけあっている。その頃に王のペーターは、従僕の前で気まぐれから王子の結婚を取り決める。レオンスは恋人のロゼッタと戯れ、戯言を言いながら別れてしまうと、やがて官長から結婚の取り決めが知らせられる。レオンスは結婚を馬鹿にして、ヴァレリーオとともに南の国へ旅立つことを決める。一方、結婚相手の王女レーナは結婚を恐れ、憂鬱な胸のうちを女教師に訴えると、女教師は意を決して彼女を連れ出すことにする。
第2幕
レオンスとヴァレーリオは道中で疲れきってしまい、途中に立ち寄った旅亭で荷物を売り払うと酒代に変えてしまう。二人が旅亭の庭でくつろいでいると、旅亭を訪れたレーナと女教師の一行に出会い、言葉を交わす。その夜、レオンスは庭でレーナを口説くが断られ、自殺しようとしてヴァレーリオに止められる。
第3幕
レオンスはレーナと結婚することに決め、彼女を自国ポポー王国に連れて帰ることにする。一方ポポー王国ではペーターが新郎新婦不在のまま結婚の儀を進めている。そこにヴァレーリオが登場し、オートマタだと称して仮面を付けたレオンスとレーナを紹介する。王は本人の代わりに人形を結婚させることに決めて結婚の儀式を行なうが、儀式を終えた途端レオンスが正体を明かす。王は儀式の無効を宣言しようとするが、相手が本来の結婚相手であるレーナだったと分かり、2人は晴れて結婚することになる。